# 軟橡皮

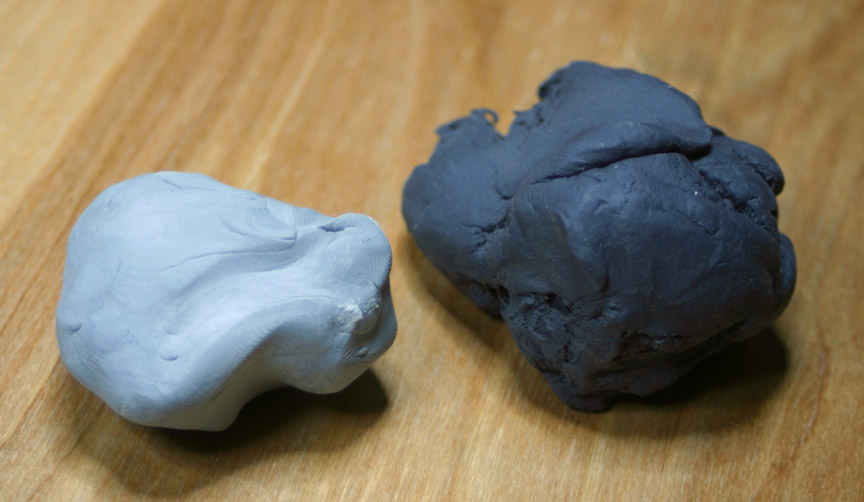
兩塊軟橡皮

軟橡皮（英語：Kneaded eraser）是橡皮擦的一種，與硬橡皮相對。軟橡皮的質地較軟，與油灰類似，在素描中可以用於修改錯誤或調節線條的明暗調。使用軟橡皮的方法是撕下少量橡皮後輕壓紙面需要擦除的區域。
軟橡皮主要通過吸附和擦走紙面上的顆粒達到擦除的效果。